# Ruta del Vino del Valle del Maule

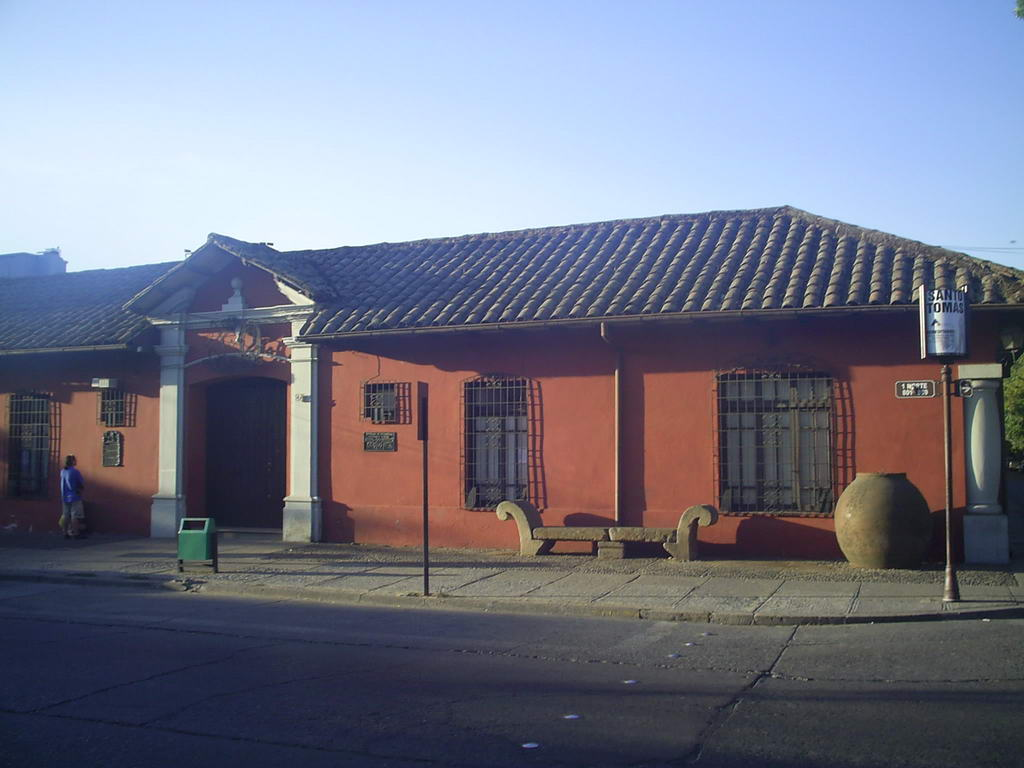
Museo O'Higginiano de Talca, punto de partida de la ruta del vino del Valle del Maule

La ruta del vino del Valle del Maule es una ruta del vino chileno que se encuentra ubicada en la región vitícola del Sur, subregión Valle del Maule, Región del Maule, Chile. En este valle existen seis viñas abiertas permanentemente a la actividad turística de acuerdo al diagnóstico de 2013.

## Principales viñas
Las principales viñas productoras de vino abiertas al turismo en el Valle del Maule son:
- Viña González Bastías, Sector la Piscina, Ruta 148, kilómetro 1, comuna de San Carlos. Posee viñas con cepas que van desde el Cabernet Sauvignon al Gewürztraminer.
- Viña Vía Wines, en Fundo las Chilcas en la comuna de San Rafael, Valle del Río Claro. Posee variedades como Cabernet Sauvignon, Cabernet Franc, Pinot Noir y Merlot, destaca su sala flotante de degustación junto a uno de tres embalses rodeado por viñas.
- Casa Mesa Bozzolo, Comuna de Maule, Sector El Pueblecillo Kilómetro 267. Posee viñas exclusivas con variedades como Cabernet Sauvignon, Chardonnay, Malbec y Merlot. Posee bodega y sala de cata dentro de su ruta del vino.
- Gillmore Estate, ubicada en el Valle de Loncomilla, en el Fundo Tabonkö, comuna de San Javier. Posee un parque zoológico y servicios de alojamiento.
- Balduzzi, ubicada en Avenida Balmaceda 1189, comuna de San Javier. Posee variedades de Chardonnay, Sauvignon Blanc, Carmenere y Merlot.

Además, se encuentran las siguientes viñas: 
- Casa Mesa Bozzolo
- Botalcura
- Casas Patronales
- Corral Victoria
- El Aromo
- Hugo Casanova
- J. Bouchón
- TerraNoble
- Valle Frío

## Fiesta de la Vendimia
La Fiesta del Vino o también llamada Boulevard del Vino se realiza en Diagonal Isidora del Solar en la ciudad de Talca, durante el primer fin de semana de abril. La oferta incluye venta de vinos, artesanía y gastronomía junto a un escenario con actividades culturales. Reúne a más de cincuenta viñas de la región. La actividad es organizada por la Municipalidad de Talca y la Ruta del Vino del Maule.